# Arthur Lyon
Arthur St. Clair Lyon (Nueva York, 1 de agosto de 1876-Santa Mónica, 13 de junio de 1952) fue un deportista estadounidense que compitió en esgrima, especialista en la modalidad de florete. Participó en tres Juegos Olímpicos de Verano entre los años 1920 y 1928, obteniendo una medalla de bronce en Amberes 1920 en la prueba por equipos.

## Palmarés internacional
| Juegos Olímpicos | Juegos Olímpicos  | Juegos Olímpicos  | Juegos Olímpicos    |
| Año              | Lugar             | Medalla           | Prueba              |
| ---------------- | ----------------- | ----------------- | ------------------- |
| 1920             | Amberes (Bélgica) | Medalla de bronce | Florete por equipos |